# 417

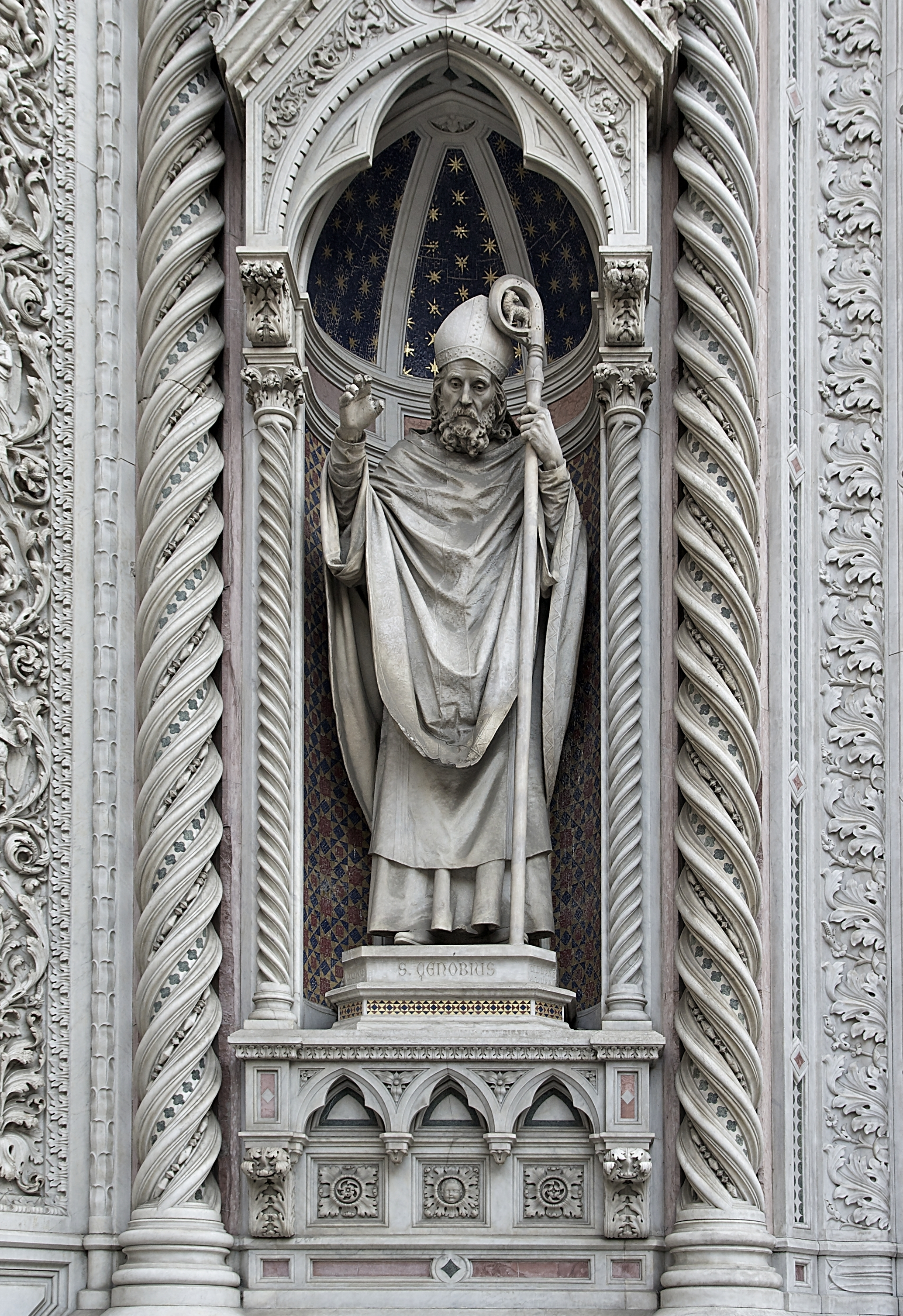
Zenobius, bisschop van Florence

Het jaar 417 is het 17e jaar in de 5e eeuw volgens de christelijke jaartelling.

## Gebeurtenissen

### Italië
- 1 januari - Galla Placidia, halfzuster van keizer Honorius, trouwt met Constantius, zijn beruchte generaal (magister militum). Hij wordt door de Senaat benoemd tot patriciër (Romeinse adel) en een prominent lid van het Huis van Theodosius.
- Paus Zosimus (r. 417-418) volgt Innocentius I op als de 41e paus van Rome.

### Religie
- januari - Innocentius I veroordeelt het pelagianisme.
- Zijn opvolger Zosimus houdt een concilie in de San Clemente en accepteert de geloofsbelijdenissen van Caelestius en Pelagius. Later zal hij de pelagianen toch vervolgen en de religieuze leer als ketterij verwerpen.
- De Joden zonderen zich op religieus gebied steeds meer af, tevens vinden zij dat ze "exclusieve rechten" hebben op Jahweh. Dit wekt bij de Romeinen negatieve gevoelens op en er ontstaat een Jodenhaat.

## Geboren
- Grata Honoria, Romeins keizerin (waarschijnlijke datum)

## Overleden
- 12 maart - Innocentius I, paus van de Katholieke Kerk
- Zenobius, bisschop van Florence (of 390)